# Nabis curtipennis
Nabis curtipennis är en insektsart som beskrevs av Blackburn 1888. Nabis curtipennis ingår i släktet Nabis och familjen fältrovskinnbaggar. Inga underarter finns listade i Catalogue of Life.